# 伊良湖港
伊良湖港（いらごこう）は、愛知県田原市にある地方港湾。港湾管理者は愛知県。避難港に指定されている。統計法に基づく港湾調査規則では乙種港湾に分類されている。

## 概要
渥美半島先端の伊良湖岬付近に位置する港湾である。太平洋と伊勢湾・三河湾をつなぐ交通の要衝である伊良湖水道に隣接することから、当港に近い伊良湖岬には伊良湖岬灯台、伊勢湾海上交通センターが設置されている。
対岸の鳥羽港のほか、篠島、日間賀島、神島などの離島へ旅客航路が就航しており、観光拠点となっている。旅客ターミナルの前面には、桟橋・フェリーバースが4箇所設けられており、西側からそれぞれ海上保安庁、伊勢湾フェリー、名鉄海上観光船・神島観光船が使用している。旅客ターミナルは道の駅伊良湖クリスタルポルトとして道の駅にも登録されている。
2015年度の発着数は16,106隻（7,520,536総トン）、利用客数は413,506人（乗込人員194,137人、上陸人員219,369人）である。

## 航路
伊勢湾フェリー、名鉄海上観光船、神島観光船の3社が就航する。

### 伊勢湾フェリー
- 伊良湖港 - 鳥羽港

1日8往復-9往復（最繁忙期13往復）を運航する。鳥羽丸、伊勢丸、知多丸の3隻が就航する。

### 名鉄海上観光船
- 伊良湖港 - 篠島 - 日間賀島 - 河和港

1日3往復が当港まで運航される。師崎港へは篠島で乗り継ぎが必要となる。
伊良湖 - 師崎間のフェリーの運航は2014年に廃止され、当港には旅客船のみが就航している。

### 神島観光船
- 伊良湖港 - 神島

3月から10月は4往復、11月から2月は2往復から3.5往復が運航される。

## 交通アクセス
- 豊橋鉄道渥美線 三河田原駅より豊鉄バス伊良湖本線「伊良湖岬」下車。